# Јереј
Јереј (грч. hiereús — „свештеник“), у Православној цркви, свештеник. 
Усп. архијереј, протојереј ставрофор, протојереј, ђакон, презвитер, ставрофор.
У најстаријој црквеној литератури тај израз се прво односи на Исуса Христа, а затим на епископе. У специјалном уском значењу, ријеч јереј означава лице другог степена свештенства.
Извори: 
- "Опћа енциклопедија" (4 Из-Кзy), Загреб, 1978.
- Владимир Анић, Иво Голдстеин: "Рјечник страних ријечи", Загреб, 2002.
- "Велики православни богословски енциклопедијски речник" (том И), Нови Сад, 2000.